# Blasco de Alagón el Joven
Blasco de Alagón el joven o Blasco II de Alagona,  fue un noble del linaje Alagona
Sucedió a su padre  Blasco I de Alagona. Fue Gran Justicia del Reino de Sicilia con Pedro II de Sicilia. También fue designado por Juan de Sicilia y Anjou tutor de Luis de Sicilia.
Los Alagona estaban muy cerca de la casa de Aragón y de esta lealtad obtendrán diferentes privilegios. Este poder hará de los Alagona la familia más influyente en Catania y de Sicilia oriental en el siglo XIV. Estaba casado con Marquesa de Aragón.
En 1320 Federico II de Sicilia cedía el Castillo de Aci y la tierra de  Aci, expropiadas en Margarita de Lauria (un descendiente del Almirante Roger de Lauria), a los Alagona. En 1326 y que había llegado a Palermo para defender la ciudad de Angioni, tuvo que soportar el saqueo del castillo de Aci por Beltrando de Dodge. Después de que se restauró, el castillo se convirtió en un objetivo estratégico en las Vísperas sicilianas y fue asignado por Federico al Infante Juan de Aragón. Aunque privado de la propiedad del Castillo, Blasco, aún conservará la posesión, que será transmitida a su hijo  Artale I.
También en el contexto general siciliano de  anarquía barones  desde los años 30 del 1300 Blasco se enfrentó en varias ocasiones a Matteo Palizzi, señor de Tripi y Saponara, vicario del Reino y cabeza a una familia "latina" en fuerte ascensión y contraria al trono de aragonés de Sicilia. Hasta 1353 cuando Palizzi, será asesinado durante una rebelión en Messina.